# The Girl in Number 29
The Girl in Number 29 é um filme mudo norte-americano de 1920, do gênero drama, dirigido por John Ford, baseado no romance The Girl in the Mirror (1919) por Elizabeth Jordan. O filme é dado como perdido.[carece de fontes?]

## Enredo
Segundo uma publicação de cinema, Laurie Devon (Mayo) é um dramaturgo de Nova Iorque que, após um sucesso, não quer mais escrever outra peça. Numa noite, ele observa uma mulher (Anderson) em um apartamento vizinho apontar uma arma para a própria cabeça. Ele consegue chegar a tempo de impedir o suicídio e ela lhe confessa que está sofrendo uma terrível influência maligna, mas não revela qual. Devon se envolve no mistério e vive uma aventura. A mulher é levada para uma casa em Long Island, de onde Devon a resgata após uma briga. Ele dispara o revólver contra um dos perseguidores, que cai no chão. De volta à sua casa, ele se sente arrasado e confessa à sua irmã Barbara (Fair) e aos seus amigos que é um assassino. Sua irmã e dois de seus amigos então admitem que tudo foi uma farsa, que eles contrataram atores para encenar tudo e que era uma tentativa de estimular o autor desmotivado a escrever novamente. O revólver usado pela mulher e por Devon tinha apenas balas de festim. Devon e a mulher se abraçam apaixonadamente no final.

## Elenco
- Frank Mayo como Laurie Devon
- Elinor Fair como Barbara Devon
- Claire Anderson como Doris Williams
- Robert Bolder como Jacob Epstein
- Ruth Royce como Billie
- Ray Ripley como Ransome Shaw
- Bull Montana como Secretário de Shaw
- Arthur Hoyt como Valet
- Harry Hilliard como Rodney Bangs